# مدل‌سازی فرایندهای کسب‌وکار
مدل‌سازی فرایندهای کسب‌وکار (به انگلیسی: Business process modeling) در مدیریت فرایندهای تجاری و مهندسی سامانه‌ها، فعالیتی در راستای معرفی فرایندهای سازمان می‌باشد، که امکان تحلیل، بهبود و خودکارسازی این فرایندها را میسر می‌سازد. مدل‌سازی فرایندهای کسب‌وکار استانداردی جهت تدوین دیاگرام فرایندهای کسب‌وکار بشمار می‌آید و شامل مجموعه ای از اشکال گرافیکی (هندسی) می‌باشد که مبتنی بر نمودار گردشی (فلوچارت) توسعه یافته‌اند. هدف اصلی نشانه گذاریِ مدل‌سازی فرایندهای کسب‌وکار فراهم نمودن مدلی است قابل فهم، برای کلیه ذینفعان، همچون سهامداران، مدیران ارشد و مشتریان، که در کسب و کار سازمان دخیل می‌باشند.